# Bana Alabed

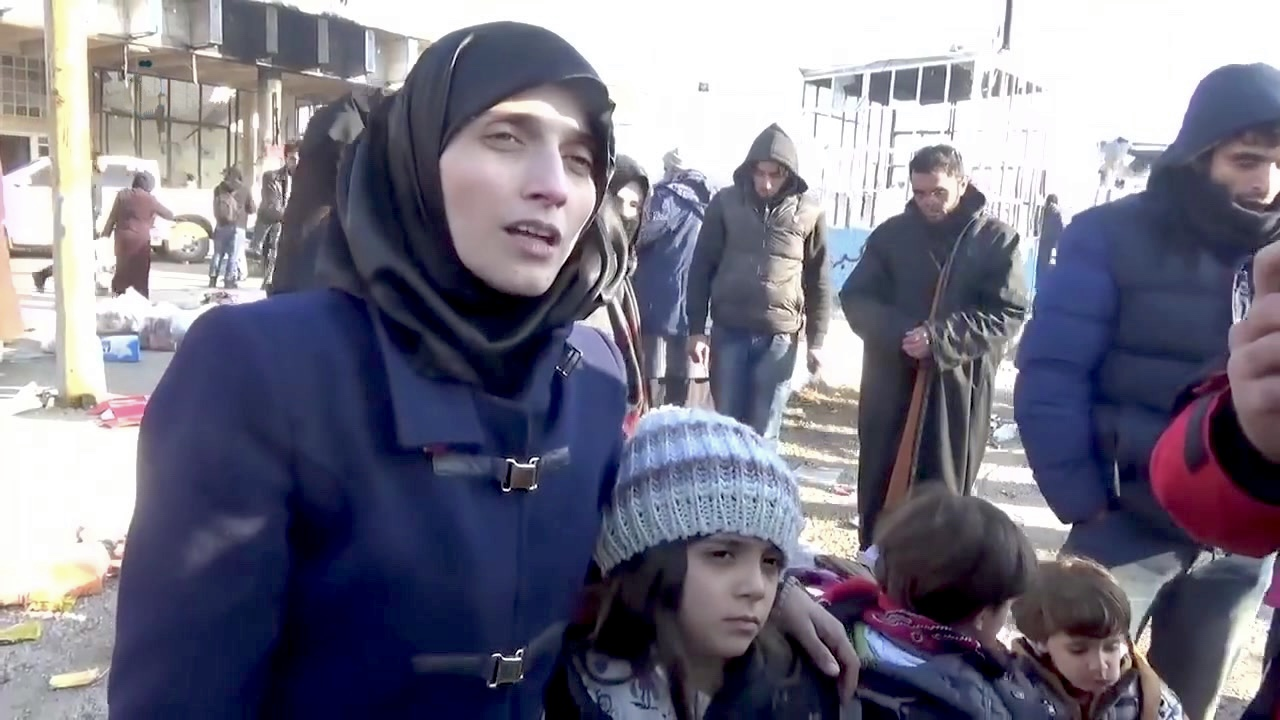
Bana Alabed (unten), neben deren Mutter Fatemah Alabed, nach deren Flucht aus Aleppo, während des Fernsehinterviews, 19. Dezember 2016. (Foto: Qasioun News Agency)

Bana Alabed (* 7. Juni 2009 in Aleppo) ist ein syrisches Mädchen, das 2016 mit seinen Tweets aus Aleppo Eindrücke von dem Bürgerkrieg in Syrien seit 2011 vermittelt haben soll. Die Tweets wurden von ihrer Mutter getippt.

## Die Geschichte
Im September 2016 richtete die Siebenjährige gemeinsam mit ihrer Mutter ein Benutzerkonto auf Twitter ein. Ihr erster Satz war „I need peace“. In den folgenden Monaten postete sie weitere Hilferufe und Fotos aus ihrer zerstörten Heimatstadt. Im Dezember 2016 flüchtete sie mit ihrer Familie in die Türkei, wo sie im Mai 2017 die Staatsbürgerschaft erhielt. Im Juni 2017 wurde sie vom Magazin Time in der Liste der 25 einflussreichsten Persönlichkeiten im Internet aufgeführt. Im Oktober 2017 wurde sie in das Hauptquartier der Vereinten Nationen eingeladen. Ebenfalls im Oktober 2017 ist ihre Lebensgeschichte in englischer Sprache im Buch Dear World erschienen, das seit Januar 2018 unter dem Titel Ich bin das Mädchen aus Aleppo. auf Deutsch erhältlich ist. Im März 2018 trat sie bei der Oscarverleihung in Hollywood auf. Im April 2018 wurde Bana mit dem Rising Star Award von The Asian Awards im Vereinigten Königreich ausgezeichnet. Ihre Twitter-Konto hat Ende Oktober 2018 etwas über 339.000 Follower gehabt.

## Veröffentlichungen
- 2017: Dear World, Simon & Schuster, New York, ISBN 978-1-5011-7844-3
- 2018: Ich bin das Mädchen aus Aleppo., Bastei Entertainment, Köln, ISBN 978-3-7857-2617-4